# Sankt Oswald-Möderbrugg
Sankt Oswald-Möderbrugg (fino al 1º giugno 1951 Sankt Oswald) è una frazione di 1 157 abitanti del comune austriaco di Pölstal, nel distretto di Murtal, in Stiria. Già comune autonomo istituito nel 1849-1850, il 1º gennaio 2015 è stato fuso con gli altri comuni soppressi di Bretstein, Oberzeiring e Sankt Johann am Tauern per costituire il nuovo comune di Pölstal, del quale Möderbrugg è il capoluogo.